# 東沙渦螺
東沙渦螺（学名：Fulgoraria pratasensis）为渦螺科閃電渦螺屬下的一个种。